# Sphodropoda viridis
Sphodropoda viridis är en bönsyrseart som beskrevs av Tindale 1923. Sphodropoda viridis ingår i släktet Sphodropoda och familjen Mantidae. Inga underarter finns listade i Catalogue of Life.